# 小牧リサ
小牧 リサ（こまき リサ、1951年1月14日 - ）は、日本の元女優。旧芸名小牧 りさ。本名：中間 初子。旧姓名：奥野 初子。
大阪府高槻市出身。土浦日本大学高等学校卒業。

## 来歴
元々は子供の頃は歌手になりたかったという。中学生時代は演劇部で活動。祖母が芝居好きで、大衆演劇の俳優を自宅に呼んで御馳走するほどであった影響から、歌手を目指して中学卒業後に上京。
友人との旅行の帰りに介抱したことで知り合った外国人の女性とホテルでお茶をしていた時に芸能プロダクションの人にスカウトされたことがきっかけで事務所に所属し芸能界入り。
準ミスエールフランスに選ばれたことがきっかけで、1972年10月から放送のNETテレビ『土曜ゴールデンプレゼント』のアシスタントに抜擢される。当時の紹介記事では「スターになる自信はあります。将来はフィーリングのある歌手になりたい」と述べている。
1973年、刑事ドラマ『非情のライセンス』にてセミレギュラー出演し、女優デビュー。
1975年より放映された特撮テレビドラマ『秘密戦隊ゴレンジャー』（NET）で、ペギー松山/モモレンジャー役を演じ子供たちのアイドルとなる。採用された理由は「脚を出せる人だったから」と述べている。放映当時には警察の一日署長を務めるほどの人気ぶりだった。
1979年より放送の『バトルフィーバーJ』（テレビ朝日）では、その脚線美を生かし、ミスアメリカのスーツアクターを務めた。ミスアメリカの変身前を演じるダイアン・マーチンが当時日本語が苦手だったため、ダイアン・マーチンの吹き替えも担当した。負傷のためスーツアクターは途中で交代したものの、24話でダイアン・マーチンが降板するまでアフレコの担当は続けた。
1983年、『ゴレンジャー』のプロデューサーだった吉川進より、『宇宙刑事シャリバン』（テレビ朝日）に登場する敵側の幹部のオファーがあるが辞退する。その後、同作の第30話にゲスト出演した。
27歳のときに映画カメラマンと結婚し、子供2人をもうけて育児のために引退。その後はイベントなどのコンパニオンを務める一方で、1990年代半ばごろまでは、時折イベントやテレビ特番などに出演していた。
2010年、ゴレンジャーのイベントに出演し久々に表舞台に登場した。イベントの模様は8月にファミリー劇場の「秘密戦隊ゴレンジャー同窓会」にて放送された。
2012年現在、33歳になる子供がいる。
結婚13年後に離婚し、コンパニオンなどを経て、2014年当時は週6日の飲食店勤務をしながら息子の子供を預かり、東京都谷中でその孫と2人暮らしである。
2017年に朗読劇団『桃色旋風』を立ち上げて活動。
以前のプロフィールでは1954年生まれになっていたが、2016年夏のインタビューの時点で65歳を迎えており、これによって年齢を3歳鯖読みしていたことを公表したことになる。

## 人物
- 芸能界デビュー前からモダンバレエと日舞を学ぶ[2][3]。
- 小堺一機によれば、小堺は小牧の兄と高校時代の友達なのだという[16]。ちなみに「コサキン」で小堺と活動していた関根勤は『ゴレンジャー』にゲスト出演しており、小牧との芝居の絡みもあった[注釈 1]。

## ゴレンジャーの逸話
- 『ゴレンジャー』出演の経緯はマネージャーによるものであるが、台本を見るまで自分が変身する役であるとは気が付かなかった[9]。オーディション後に鹿沼えりなどと共にレギュラーだということは知らされていたが、自身が5人のうちの1人（ヒロイン）ということは全く知らされておらず、何も知らないまま撮影スタジオに入ったという[12][4]。
- モモレンジャーに選ばれたのは、脚を出せる人が最大の条件であり、当時の小牧はいつもミニスカートだったので所属事務所がオーディション用にその写真を送ったことに始まる。しかしオーディションでプロデューサーに「思ったより太腿が太い」と言われたため、クラシックバレエで鍛えたY字バランスを披露したところ、驚いてしまったプロデューサーが一発合格にした。ピンクレンジャーでなくモモレンジャーと命名されたのも、小牧の太股からの連想で決まったものである[17][15]。
- 素面でのアクションも行っており、プロデューサーの吉川進は小牧のキックを評価している[9]。立ち回りでは相手役の中屋敷哲也のキックが顔面にあたってしまい、歯が折れたこともあったという[9]。『ゴレンジャー』当時のインタビューでは「初めてのアクションものなので、時間がある時は大野剣友会で練習してます」と述べている[18]。
- 『ゴレンジャー』の中で印象に残っているものとして、劇中で何度も変装を披露した第57話「黒い包囲網! 五つの顔のペギー」を挙げている[9]。
- 第83話「オレンジ色の初恋!! 吼える大都会」の回想シーンを水着姿で撮影した直後に風邪をひいてしまうが、「発熱したのが撮影後だったので助かった」と述懐している[9]。

## 出演

### テレビドラマ
- 非情のライセンス（NET）
  - 第1シリーズ（1973年4月5日 - 1974年3月28日） - リサ
  - 第2シリーズ 第44話「兇悪のヌード」（1975年8月7日） - 鮎子
- ねぎぼうずの唄 第4話「愛の釣竿」（1974年4月18日、NET） - 道子
- スーパー戦隊シリーズ
  - 秘密戦隊ゴレンジャー（1975年 - 1977年、NET） - ペギー松山 / モモレンジャー
  - バトルフィーバーJ（1979年、ANB）
    - 第1話「突撃!! 球場へ走れ」 - 第24話「涙！ダイアン倒る」 - ダイアン・マーチンの声 / ミスアメリカ[注釈 2]
    - 第25話「撮影所は怪奇魔境」 - 栗原小百合
- だいこんの花 第5シリーズ（1977年、ANB）
- 透明ドリちゃん（1978年、ANB） - 雪山純子先生
- 人間の証明 第1話（1978年1月7日、MBS） - エレベーターガール
- 結婚志願（1979年、CX）
- 宇宙刑事シャリバン 第30話「捨てられる子供たち 変身するママ」（1983年9月30日、ANB） - 松本高子

### 映画
- スーパー戦隊シリーズ
  - 秘密戦隊ゴレンジャー 爆弾ハリケーン!（1976年、東映） - ペギー松山 / モモレンジャー
  - ジャッカー電撃隊VSゴレンジャー（1978年、東映） - ペギー松山 / モモレンジャー
- 太陽のきずあと（1981年、東映）

### 舞台
- ノルマ（2016年5月）

### その他のテレビ番組
- 土曜ゴールデンプレゼント （1972年 - 1973年、NET）- アシスタント
- あすの日本（1972年、CX）- インタビュアー